# Rising Sun/總有一天…
《Rising Sun／總有一天…》（Rising Sun／いつかきっと…）為日本團體EXILE（放浪兄弟）的第37張單曲以及EXILE ATSUSHI的出道單曲。2011年9月14日於日本發行。

## 解說
- 與前作《Each Other's Way ～旅途中～》相隔約7個月的新單曲。
- 出道10周年的記念雙A面單曲。
- EXILE自《Pure／You're my sunshine》以來的雙A面單曲。
- 《Rising Sun》為東日本大震災復興支援的慈善歌曲，本曲的有關所益全撥捐日本紅十字會。
- 《總有一天…》為朝日電視台週四晚間九點連續劇《太陽會再升起》的主題歌、EXILE ATSUSHI的出道單曲。
- 連續2作、通算11作獲得銷售榜首位。初動銷量自《LAST CHRISTMAS》超過20萬張，為第二章EXILE的最高記錄。

## 發行版本
- CD
- CD+DVD
- Special Box

## 收錄曲目

### CD
1. Rising Sun [4:58]
  - 作詞：ATSUSHI / 作曲：Didrik Thott・Sebastian Thott・Johan Becker・Sharon Vaughn / 編曲：ATSUSHI・Sebastian Thott

東日本大震災復興支援慈善歌曲
2. 總有一天…（いつかきっと…） [4:13]
  - 作詞：ATSUSHI / 作曲：Matthew Tishler・Andrew Ang / 編曲：ATSUSHI・Matthew Tishler

ATSUSHI的出道單曲。
朝日電視台週四晚間九點連續劇《太陽會再升起》主題歌
3. Rising Sun (Instrumental)
4. 總有一天… (Instrumental)

### DVD
1. Rising Sun (Video Clip)
2. 總有一天… (Video Clip)

## 相關連結
- （日語）《Rising Sun／總有一天…》日文特設網站
- （中文）《Rising Sun／總有一天…》中文特設網站（页面存档备份，存于）